# Vụ rơi máy bay Airbus Helicopters EC-130 của Vietnam Helicopters 2016
Vụ rơi máy bay Airbus Helicopters EC-130 của Tổng Công ty Trực thăng Việt Nam xảy ra trong chuyến bay huấn luyện của Trung tâm Huấn luyện cất cánh từ Sân bay Vũng Tàu, Bà Rịa – Vũng Tàu ở miền nam Việt Nam vào sáng 18 tháng 10 năm 2016. Máy bay trực thăng EC-130 T2 số hiệu 8632 của Trung tâm Huấn luyện thuộc Tổng Công ty Trực thăng Việt Nam, thực hiện bay huấn luyện tại Vũng Tàu. Đến 08 giờ 03 máy bay rơi xuống khu vực Tây Bắc núi Dinh, cách sân bay Vũng Tàu khoảng 25 km, bốc cháy và gây tiếng nổ lớn tại đây. Trên máy bay có 3 sĩ quan, gồm 1 giáo viên là đại úy Dương Lê Minh cùng 2 học viên là trung uý Đặng Đình Duy và trung úy Nguyễn Văn Tùng. Đến 12h trưa ngày 19 tháng 10 đã tìm thấy xác máy bay tại khe Ba Quan (đoạn giữa Hang Mai và Thiền viện Viên Không).

## Tai nạn
Vào 07 giờ 40 sáng 18 tháng 10 năm 2016, máy bay trực thăng EC-130 T2 số hiệu 8632 của Trung tâm Huấn luyện thuộc Tổng Công ty Trực thăng Việt Nam, thực hiện bay huấn luyện tại Vũng Tàu.
Đến 08 giờ 03 máy bay rơi xuống khu vực Tây Bắc núi Dinh, cách sân bay Vũng Tàu khoảng 25 km.

## Tìm kiếm

### Quá trình tìm kiếm
Nhận được thông tin mất tích, đơn vị quản lý máy bay đã triển khai nhiều lực lượng với hơn 400 người để tìm kiếm trên khu vực núi Dinh tiến hành tìm kiếm. khu vực nghi trực thăng rơi là vùng đồi núi rộng, trên núi không có sóng điện thoại, lại có mưa gió lớn, đường đi rất khó khăn khiến công tác cứu hộ gặp nhiều khó khăn.
Thủ tướng Việt Nam yêu cầu Bộ Quốc phòng Việt Nam tập trung mọi biện pháp và huy động lực lượng, phương tiện khẩn trương tìm kiếm cứu nạn phi công trong vụ việc nêu trên; tổ chức giải quyết, khắc phục hậu quả; làm rõ nguyên nhân tai nạn; tiến hành rà soát, kiểm tra toàn bộ các quy trình trong công tác chỉ huy, điều hành bay, đảm bảo kỹ thuật hàng không, kịp thời tổ chức rút kinh nghiệm trong bảo đảm an toàn bay.
15 giờ 00 chiều 18 tháng 10, thượng tướng Võ Văn Tuấn - Phó Tổng Tham mưu trưởng Quân đội Nhân dân Việt Nam có mặt tại hiện trường để chỉ đạo công tác cứu hộ, cứu nạn.
Tổng Công ty Trực thăng Việt Nam huy động một máy bay trực thăng tầm thấp tham gia tìm kiếm. Tại hiện trường 400 người thuộc các lực lượng vũ trang cùng người dân đang tham gia tìm kiếm máy bay mất tích tại núi Dinh.
11 giờ 15, ngày 19 tháng 10, nhóm tìm kiếm thuộc Ban chỉ huy quân sự huyện Tân Thành (Bà Rịa – Vũng Tàu) đã phát hiện và tiếp cận được hiện trường nơi máy bay rơi tại khu vực núi Ba Quan (cao 525m, thuộc cụm núi Dinh). Tại hiện trường rộng chừng 100 m2, một số bộ phận trực thăng bị cháy, nhiều mảnh vỡ văng tung tóe.
Tối 19 tháng 10, thượng tướng Võ Văn Tuấn - Phó Tổng Tham mưu trưởng Quân đội Nhân dân Việt Nam cho biết, lực lượng tìm kiếm đã tìm thấy hộp đen của máy bay EC-130 T2.
Cả ba chiến sĩ trong tổ bay huấn luyện đã hi sinh là: Đại uý Dương Lê Minh, giáo viên; Trung uý Đặng Đình Duy, học viên và Trung úy Nguyễn Văn Tùng, học viên.
Các thi thể 3 sĩ quan được chuyển xuống núi, sau đó chở về Bệnh viện Trung ương Quân đội 175 (Thành phố Hồ Chí Minh). Lực lượng chức năng vẫn cử người phong toả giữ nguyên hiện trường nơi máy bay rơi. Sau đó tiến hành đưa xác máy bay xuống núi
Chiều 3 tháng 11, toàn bộ các bộ phận, mảnh vỡ chiếc trực thăng EC-130 T2 rơi tại núi Dinh, huyện Tân Thành đã được lực lượng công binh đưa xuống núi, chuyển về sân bay Vũng Tàu bàn giao cho Tổng Công ty Trực thăng Việt Nam nhằm tiếp tục điều tra nguyên nhân vụ tai nạn

### Lực lượng tham gia tìm kiếm
- Tổng Công ty Trực thăng Việt Nam
- Bộ Chỉ huy quân sự Tỉnh Bà Rịa Vũng Tàu
- Công an Tỉnh Bà Rịa Vũng Tàu
- Kiểm lâm Tỉnh Bà Rịa Vũng Tàu

## Thông tin phi hành đoàn
| STT | Họ tên          | Quê quán | Chức vụ                          | Phi công |
| --- | --------------- | -------- | -------------------------------- | -------- |
| 1   | Dương Lê Minh   |          | Giáo viên - Trung tâm Huấn luyện |          |
| 2   | Đặng Đình Duy   |          | Học viên - Trung tâm Huấn luyện  |          |
| 3   | Nguyễn Văn Tùng |          | Học viên - Trung tâm Huấn luyện  |          |

## Liên quan

### Truy tặng
Ghi nhận sự hy sinh của 3 phi công, Tư lệnh Binh đoàn 18 (Bộ Quốc phòng Việt Nam) đã ký quyết định truy thăng quân hàm từ đại úy lên thiếu tá cho phi công Dương Lê Minh (32 tuổi); truy thăng quân hàm từ trung úy lên thượng úy cho hai học viên Đặng Đình Duy (25 tuổi) và Nguyễn Văn Tùng (25 tuổi). Ngoài ra, một công ty bảo hiểm sẽ tạm ứng cho mỗi gia đình mỗi sĩ quan tử nạn 500 triệu đồng.
Ngày 20 tháng 10, Chủ tịch nước Việt Nam ký quyết định truy tặng Huân chương Bảo vệ Tổ quốc hạng nhì cho thiếu tá Dương Lê Minh, Huân chương Bảo vệ Tổ quốc hạng ba cho thượng úy Đặng Đình Duy và Nguyễn Văn Tùng.
Bộ Quốc phòng Việt Nam cũng đề nghị Thủ tướng Việt Nam ký quyết định công nhận liệt sĩ với 3 quân nhân.

### Tang lễ
Tang lễ tiễn đưa 3 phi công trực thăng EC130 diễn ra vào sáng 21 tháng 10, tại Nhà tang lễ Bộ Quốc phòng (Thành phố Hồ Chí Minh). Đại diện Bộ Quốc phòng Việt Nam, Phòng không-Không quân Việt Nam, Hải quân Việt Nam, Cảnh sát biển Việt Nam, Quân khu 7, Quân đoàn 4, Tổng Công ty Trực thăng Việt Nam, Thành ủy Thành phố Hồ Chí Minh, Ủy ban nhân dân Thành phố Hồ Chí Minh, lãnh đạo Bà Rịa – Vũng Tàu và nhân dân... cũng đến viếng, gửi vòng hoa chia buồn.
Sau đó là lễ hỏa táng của ba liệt sĩ tại Đài hóa thân Bình Hưng Hòa (Thành phố Hồ Chí Minh). Hài cốt các liệt sĩ sẽ được đưa về an táng tại nghĩa trang liệt sĩ các địa phương thuộc Nha Trang (Khánh Hòa), Thanh Hóa và Hà Nam.

### Một thành viên EC-130 cũng có cha là phi công đã tử nạn 2005
Gia đình Đại úy Dương Lê Minh, giảng viên bay của Trung tâm Huấn luyện bay (Tổng Công ty Trực thăng Việt Nam), đã chia sẻ trên báo Khánh Hòa. Ngày 29 tháng 4 năm 2005. Đó là ngày cha đại úy Minh, Thượng tá Dương Văn Thanh, nguyên Phó Trung đoàn trưởng Trung đoàn 910 (Trường Sĩ quan không quân), Anh hùng Lực lượng vũ trang nhân dân hy sinh đang làm nhiệm vụ huấn luyện bay.
Trong giai đoạn đại úy Minh đang là học viên phi công tại Trường Sĩ quan không quân. Tin người cha hy sinh khi làm nhiệm vụ làm gia đình suy sụp và từng ngăn cản Minh theo nghiệp phi công.